# And the Healing Has Begun
"And the Healing Has Begun" es una canción del músico norirlandés Van Morrison publicada en el álbum de 1979 Into the Music.
El biógrafo Brian Hinton denominó a "And the Healing Has Begun" la canción central del álbum y "posiblemente la de la carrera de Morrison al completo. Comienza como "Cyprus Avenue", con un paseo por la avenida (de los sueños) hasta el sonido de un violín encantado. La curación aquí es como en el mito de Arturo, el Rey herido restaurado por la acción del Santo Grial, pero es también por una seducción casi como la versión original en directo de "Gloria".
Por su parte, Clinton Heylin afirmó que "lo que hizo a la canción, y de hecho, a Into the Music, es su auto-conciencia. Lejos queda la cohibición, reemplazada por un nuevo y seguro tono, nacido de una genuina conciencia de lo que Morrison estaba intentando".

## Personal
- Van Morrison: voz y guitarra
- John Allair: órgano
- Herbie Armstrong: guitarra
- David Hayes: bajo
- Mark Jordan: piano
- Toni Marcus:  violín y viola
- Peter Van Hooke: batería

## Versiones
"And the Healing Has Begun" fue versionada, entre otros, por Glen Hansard & Markéta Irglová y por The Waterboys.